# Identity (film)
Indentity er en amerikansk psykologisk gyserfilm fra 2003 instrueret af James Mangold og inspireret af Agatha Christie-romanen And Then There Were None. Filmen har bl.a. John Cusack, Ray Liotta og Amanda Peet på rollelisten.

## Medvirkende
- John Cusack
- Ray Liotta
- Amanda Peet
- Alfred Molina
- Clea DuVall
- Rebecca De Mornay
- John Hawkes
- John C. McGinley
- William Lee Scott
- Jake Busey
- Pruitt Taylor Vince
- Leila Kenzle
- Bret Loehr
- Carmen Argenziano
- Marshall Bell
- Matt Letscher
- Holmes Osborne
- Frederick Coffin
- Joe Hart
- Frank Pugliese
- Terence Bernie
- Stuart M. Besser